# Petticoat (kledingstuk)

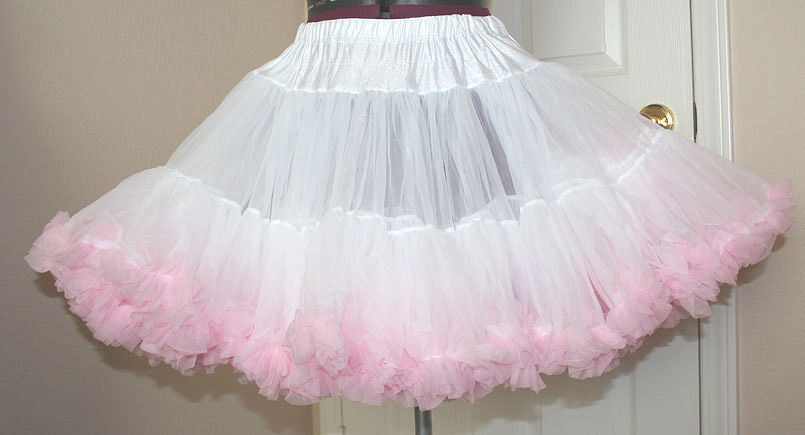
Een petticoat

De petticoat is een kledingstuk voor dames dat vooral gedragen werd in de jaren 50. Het is een onderrok bestaande uit diverse lagen ruime klokkende stof, in eerste instantie van gesteven katoen, later van het toen nieuwe materiaal nylon vervaardigd, waardoor de daarover gedragen rok zeer wijd uitstaat. De petticoat is nu nog voornamelijk te zien als dracht van de vrouwelijke partner bij ballroomdanswedstrijden.
Er zijn zoals bij elk modestuk een aantal varianten van de 'basic' petticoat, zo bestaan er "dance petticoats", "trouwpetticoats", "vermaakspetticoats" en "modepetticoats".
De petticoat bestond al in de 18de eeuw, maar is tegenwoordig vooral bekend dankzij het modehuis Dior (1947). Het kledingstuk accentueert de vrouwelijke vormen en wordt gedragen onder een (avond-) jurk of rok en soms zelfs met een korset om de vormen nog meer te onderstrepen.